# 아르메니아의 코로나19 범유행
다음은 아르메니아의 코로나19 범유행 현황에 대한 설명이다.
현재 진행 중인 2019~20년 전세계 코로나바이러스 유행병은 첫 사례가 확인된 2020년 3월 1일 아르메니아에 도달한 것으로 확인됐다. SARS-CoV-2로 알려진 신종 바이러스에 의해 발병한 COVID-19는 게가르쿠니크주를 제외한 아르메니아의 행정 구역으로 번져 30명이 사망했다.
아르메니아는 지난 1월 19일 90일간의 무비자 제도를 시행한 직후인 2월 1일부터 중국인 무비자 여행을 중단했다. 이란 시민들도 입국 시 더 이상 비자를 받을 수 없다. 게다가, 지난 14일 이내에 일본과 한국을 포함한 대부분의 유럽을 다녀온 승객들은 더 이상 아르메니아에 들어갈 수 없다. 지난달 31일 총선을 치른 미승인 공화국(아제르바이잔의 영토가 디쥬르 지역인 주)으로 확산되는 것을 막기 위해 아르메니아와 아르차흐 공화국과의 국경도 폐쇄됐다.
바이러스가 아르메니아에 도착한 것으로 확인되기 전인 지난 2월 118건의 검사가 실시돼 음성 반응이 나왔다. 현재까지 아르메니아는 448,450건의 검사를 실시했다고 보고했으며, 이 중 110,548건이 양성(COVID-19 확진)이었다.

## 배경
세계보건기구(WHO)는 12일 2019년 12월 31일 처음 WHO의 주목을 받았던 중화인민공화국 후베이성 우한시의 한 집단에서 신종 코로나바이러스가 호흡기 질환의 원인임을 확인했다. 이 군단은 처음에 우한화난수산물도매시장과 연결되어 있었다. 그러나 실험실 확정 결과가 나온 그 첫 사례들 중 일부는 시장과 연관성이 없었고, 전염병의 근원은 알려져 있지 않다.
2003년 사스와 달리 COVID-19의 경우 치명률은 훨씬 낮았지만, 총 사망자 수가 상당할 정도로 감염 경로는 훨씬 더 컸다. COVID-19는 전형적으로 약 7일 정도의 독감과 유사한 증상을 보이며, 그 후 일부 사람들은 병원에 입원해야 하는 바이러스성 폐렴의 증상으로 발전한다. 3월 19일부터 COVID-19는 더 이상 "높은 결과 감염병"으로 분류되지 않았다.

## 연혁

### 2020년 3월
3월 1일, 니콜 파시냔 총리는 자신의 페이스북 계정을 통해 코로나19가 아르메니아에서도 발견되었다는 소식을 알렸다.
3월 16일 정부는 코로나바이러스의 확산을 막기 위해 4월 14일까지 비상사태를 선포하였다. 이 조치에는 모든 교육 기관 폐쇄, 조지아, 이란과의 국경 폐쇄, 20명 이상 모임 금지, 2020년 아르메니아 국민투표 연기 등이 포함됐다.
3월 18일 추가로 444명이 격리되어 있으며, 자가 격리 중인 사람이 799명이라고 밝혔다. 이들은 골든 팰리스 호텔과 딜리잔의 몬테 멜코니안 군사학교에 있었던 것으로 화인됐다.
3월 21일, 아르메니아 보건부 장관인 아센 토로샨은 아르메니아의 여러 지역에서 600개 이상의 검역을 실시하고 있다고 말하였다. 이어 아르메니아의 격리 수용 능력이 한계에 가까워지고 있다며 사람들은 이미 예방책으로 자가격리에만 의존해야 한다고 덧붙였다, 확인된 확진자 중 133명은 에치미아진과 예레반의 한 봉제공장과 연관되어 있다.
3월 24일 확진자는 235명으로, 그중 26명의 확진자가 폐렴에 걸렸는데, 이 중 6명은 삽관(인공호흡기 미사용)은 아니지만 중환자실에 있으며, 지속적인 관리를 받고 있다고 밝혔다.
아르메니아 보건부는 코로나19 범유행으로 인한 아르메니아의 첫 사망자가 발생하였다고 밝혔다. 사망자는 72세의 아르메니아 국적 남성으로 여러 가지 질환을 앓고 있었다.

### 2020년 4월
4월 1일, 아르메니아에서 네 번째 사망자가 발생하였다.
4월 6일, 아르메니아 총리 니콜 파시냔이 아르메니아의 분자생물학 연구소에서 코로나19 실험을 시작할 것이라고 발표하였다.
4월 7일, 아르차흐 공화국에서 코로나19의 첫 사례가 보고됐다. 확진자는 라츤에서 39km, 스테파나케르트에서 89km 떨어진 카샤타그의 미릭 마을로 돌아와 4월 2일 오전 구급차에 실려가 의료센터로 이송됐다. 이 사람과 접촉했던 17명은 모두 증상이 없었지만 안전상의 이유로 자가 격리가 된 상태였다.

### 2020년 5월
5월 4일에는 고객이 마스크를 착용하며 상점 및 식당 내 고객 수가 제한되었을 때에 한해 비필수 업종의 재영업이 허용되었다.
5월 14일, 국가 비상사태가 6월 13일까지 연장됐다. 그러나 유치원과 쇼핑센터, 체육관은 다시 문을 열었고, 대중교통도 5월 18일부터 다시 운영하기 시작하였다.

### 2020년 6월
6월 1일, 아르메니아의 총리 니콜 파시냔이 코로나19 검사에서 양성 판정을 받았다고 밝혔다.

### 2020년 7월에서 9월
모델에 기반한 시뮬레이션 결과, 시간 변동에 따른 재생산수인 Rt에 대한 95% 신뢰 구간이 7월과 8월의 1.0보다 낮게 나왔다.

## 도움

### 국제적 도움
아르메니아 정부에 원조와 자금을 보내 범유행에 맞서도록 도와준 국가와 국제기구:
- 세르비아는 6월 18일과 19일 인공 호흡기, 환자의 상태 알 수 있는 모니터를 10대 보냈으며, 호흡마스크 10만 개, 2만 5천개의 보호 안경, 의료보호복 2만 5000개, 기타 필요한 물품을 아르메니아에 의료지원과 함께 비행기 2대를 보냈다.[22]